# Virtus Pallacanestro Bologna 1960-1961

## Roster
Idrolitina Bologna 1960-61
- Germano Gambini (capitano)
- Mario Alesini
- Alfredo Barlucchi
- Nino Calebotta
- Achille Canna
- Paolo Conti
- Gianfranco Lombardi
- Renzo Paoletti
- Corrado Pellanera
- Gianfranco Sardagna

## Staff tecnico
- Allenatore:  Eduardo Kucharski
- Vice-allenatore:  Giuliano Battilani

## Risultati
- Serie A: 2ª classificata su 12 squadre (18-4)
- Coppa Europa dei Campioni:  eliminata agli ottavi di finale (3-1)